# Wade Barrett
 Der er flere personer med dette navn, se Wade Barrett (fodboldspiller).
Stuart "Stu" Alexander Bennett (født d. 10. august 1980) er en britisk wrestler, der er på kontrakt i World Wrestling Entertainment (WWE), hvor han optræder på RAW-brandet under ringnavnet Wade Barrett. I 2010 blev han den første vinder af WWE NXT's talentshow, og han har siden fungeret som leder af gruppen Nexus. Bennett har igennem sin karriere haft adskillige ringnavne, heriblandt Stu Bennett, Stu Sanders og Lawrence Knight.